# ده ملاعبدالله
ده ملاعبدالله، روستایی است از توابع بخش مرکزی  شهرستان هیرمند در استان سیستان و بلوچستان ایران.

## جمعیت
این روستا در دهستان دوست‌محمد قرار داشته و براساس سرشماری سال ۱۳۸۵جمعیت آن ۴۰نفر (۸خانوار) بوده‌است.